# Natasza Korolowa
Natasza Korolowa (ros. Ната́ша Королёва), właśc. Natalia Władimirowna Porywaj (ros. Наталия Владимировна Порывай), (ur. 31 maja 1973 w Kijowie) – rosyjska wokalistka, aktorka i artystka estradowa ukraińskiego pochodzenia. Siostra Iryny Osaulenko.

## Życiorys
Zadebiutowała na scenie w wieku trzech lat, śpiewając piosenkę Krążownik Aurora na kongresie Komsomołu. W wieku 12 lat napisała kilka popularnych piosenek, w tym Świat bez cudów (ros. Мир без чудес). Dwa lata później wygrała pierwszy konkurs muzyczny. W latach 1988–1991 uczyła się w klasie wokalnej szkoły dla artystów cyrkowych i estradowych w Kijowie. Po ukończeniu nauki przeniosła się do Moskwy.
W 1989 wystąpiła po raz pierwszy na koncercie w USA. W 1990 piosenka Żółte tulipany przyniosła jej sławę w ZSRR, ale także poza granicami kraju. Kolejne przeboje stały się popularne dzięki 12 wideoklipom, prezentowanym przez rosyjskie stacje telewizyjne. W latach 1993–1997 występowała w Izraelu, Niemczech a także w Nowym Jorku.
W 1996 należała do grona artystów, którzy brali udział w koncertach, wspierających kandydaturę Borysa Jelcyna na urząd prezydenta Rosji. Obecnie jest członkinią partii Jedna Rosja.
Wystąpiła w 15 filmach (głównie seriale telewizyjne). We wrześniu 2009 otworzyła w Moskwie własny salon kosmetyczny. Zajmuje się także projektowaniem biżuterii.
Była dwukrotnie mężatką. Pierwszym mężem Nataszy był kompozytor i piosenkarz Igor Nikołajew, a drugim inżynier i striptizer Siergiej Głuszko (ps. Tarzan). Ma syna o imieniu Archip.

## Dyskografia
- 1990: Жёлтые тюльпаны (pol. Żółte tulipany)
- 1992: Дельфин и русалка (pol. Delfin i rusałka)
- 1994: Конфетти (pol. Cukierki)
- 1994: Поклонник (pol. Wielbiciel)
- 1997: Бриллианты слез (pol. Brylanty łez)
- 2001: Сердце (pol. Serce)
- 2002: Осколки прошлого (pol. Odłamki przeszłości)
- 2003: Веришь или нет (pol. Wierzysz albo nie)
- 2006: Рай там, где ты (pol. Raj jest tam, gdzie ty)
- 2015: Магия Л... (pol. Magia L...)
- 2019:  Ягодка (pol. Jagódka)